# August Bivec
August Bivec (Vrbovec, 30. rujna 1909. – Zagreb, 22. lipnja 1987.) je bivši hrvatski nogometaš, nogometni trener i dužnosnik. 1929. godine završio je Trgovačku državnu akademiju u Zagrebu, te je do 1965. godine bio voditelj računovodstva Zavoda za zaštitu zdravlja grada Zagreba. 

## Nogometaš
Nogomet je počeo igrati 1925. godine u juniorskoj momčadi zagrebačkog Građanskog. Od 1927. do 1929. godine bio je član HAŠK-a, te potom sve do 1938. godine opet igrač Građanskog. Za vrijeme služenja vojnog roka u Beogradu 1935. godine nastupao je za BSK i vojničku reprezentaciju Jugoslavije. Za jugoslavensku reprezentaciju zaigrao je jednom. To je bilo na utakmici 6. kolovoza 1933. godine protiv Čehoslovačke u Zagrebu.

## Nogometni trener i dužnosnik
Nakon igračke karijere do 1941. godine trenirao je bjelovarski Građanski i karlovačku Viktoriju, a nakon 1945. godine zagrebačke klubove Grafičar, Rade Končar, Zagreb, Lokomotivu, Tekstilac i Metalac, te Samobor, Radnik iz Velike Gorice, Dolomit iz zagrebačkog Podsuseda i Segestu iz Siska. Bio je dužnosnik nogometnih organizacija: predsjednik Udruženja nogometnih trenera Hrvatske (1971. – 1973.), član Upravnog odbora Saveza nogometnih trenera Jugoslavije, te prvi predsjednik Savjeta nogometnih trenera Hrvatske (1978. – 1981.). Dobitnik je zlatne plakete Nogometnog saveza Jugoslavije.